# Nimbhore Budruk
Nimbhore Budruk es una ciudad censal situada en el distrito de Jalgaon en el estado de Maharashtra (India). Su población es de 7501 habitantes (2011). Se encuentra a orillas del río Tapi.

## Demografía
Según el censo de 2011 la población de Nimbhore Budruk era de 7501 habitantes, de los cuales 4006 eran hombres y 3495 eran mujeres. Nimbhore Budruk tiene una tasa media de alfabetización del 87,48%, superior a la media estatal del 82,34%: la alfabetización masculina es del 90,68%, y la alfabetización femenina del 83,86%.